# 済州東部警察署
済州東部警察署（チェジュトンブけいさつしょ）は、済州地方警察庁所管の警察署である。

## 管轄区域
- 済州市（済州西部警察署の管轄区域を除く）

## 沿革
- 1945年10月21日 - 開署。
- 2007年11月30日 - 済州西部警察署開署に伴い済州東部警察署に改称。

## 組織
- 警務課
- 生活安全課
- 捜査課
- 情報保安課
- 警備交通課
- 刑事課
- 女性青少年課

## 管轄地区隊
- 南門地区隊
- 中央地区隊
- 吾羅地区隊

## 管轄派出所
- 三陽派出所
- 朝天派出所
- 咸徳派出所
- 旧左派出所
- 牛島派出所
- 楸子派出所